# Villa Crespi
La villa Crespi est une villa éclectique située dans la commune d'Orta San Giulio au Piémont.

## Histoire
La villa est construite vers 1879 à la demande de Cristoforo Benigno Crespi, riche entrepreneur dans le secteur textile. Il la baptise villa Pia d'après le prénom de sa femme, Pia Travelli.

## Description
Le bâtiment, localisé en bord-de-lac, présente un style éclectique néomauresque.

## Galerie d'images

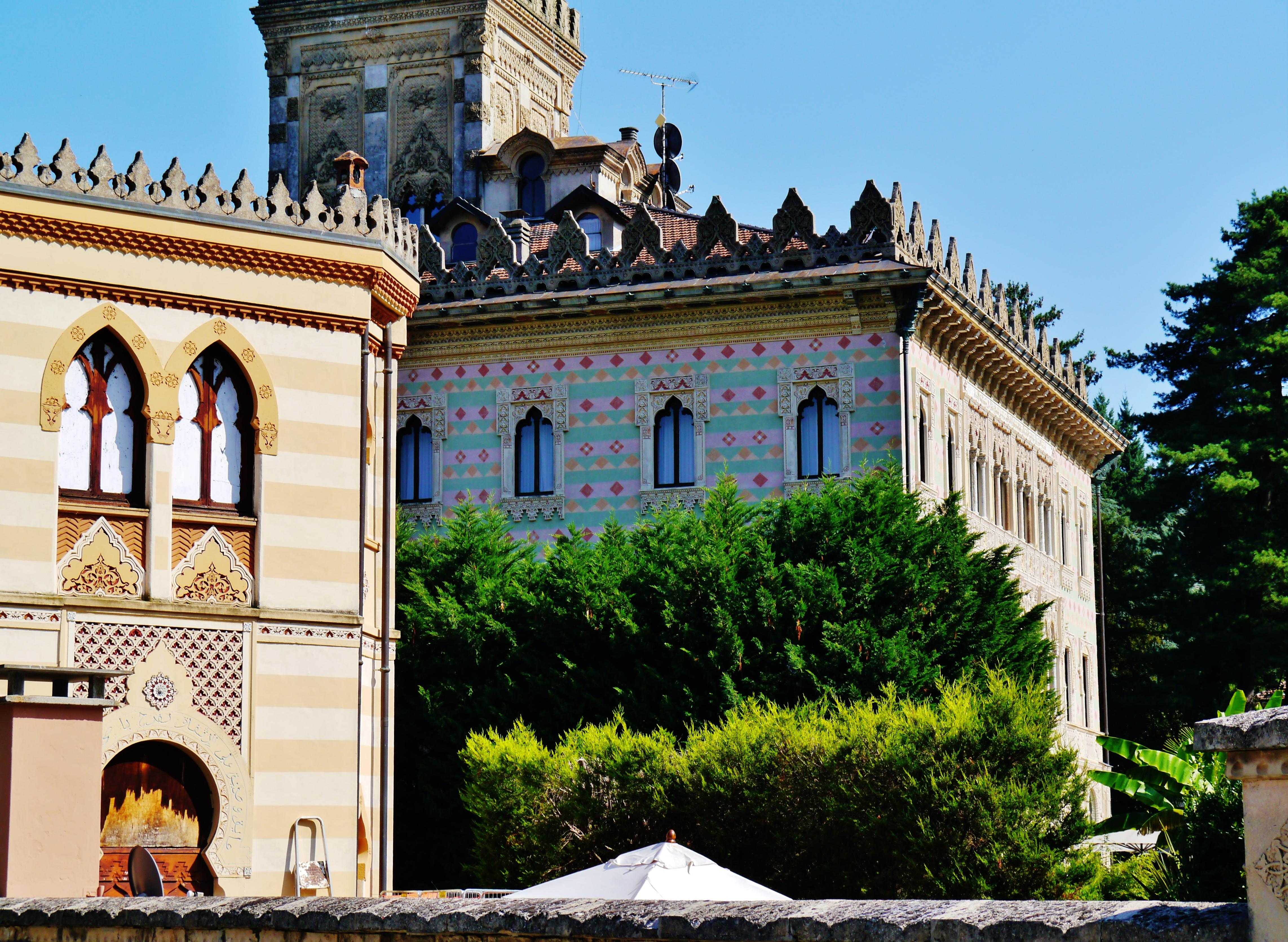
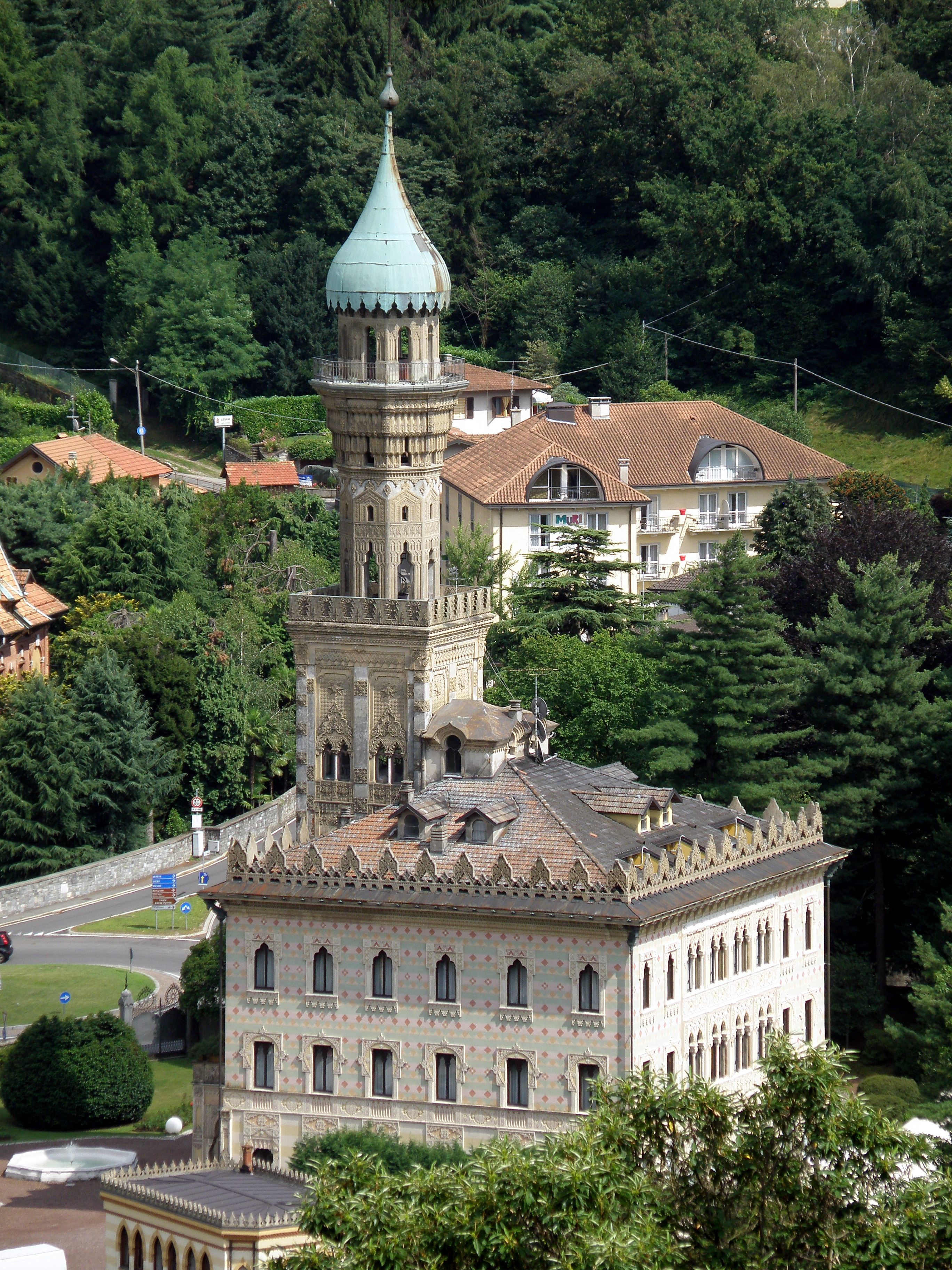
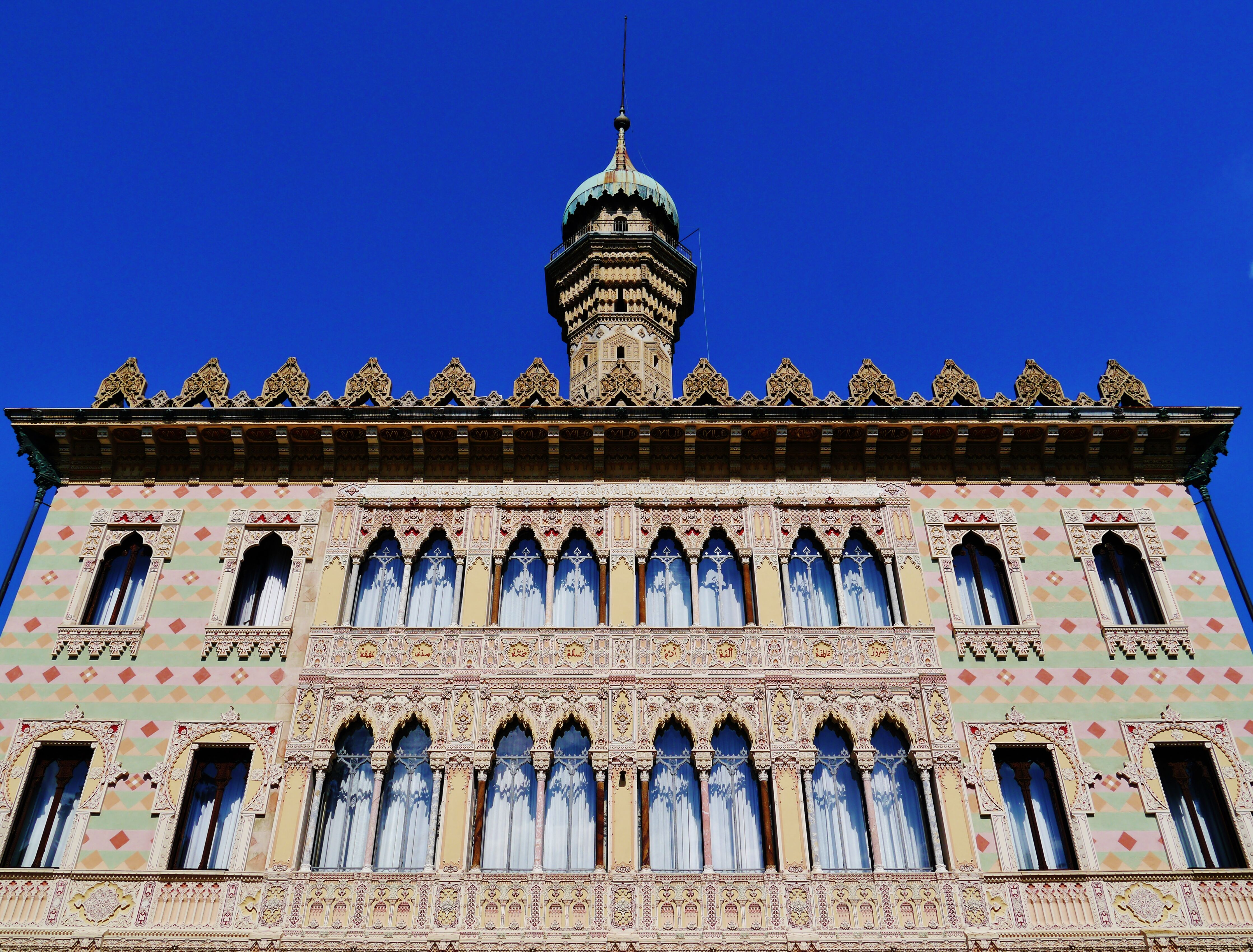